# Jean-Joël Perrier-Doumbé
Jean-Joël Perrier-Doumbé (ur. 27 września 1978 w Paryżu), wzrost: 180 cm, waga: 74 kg - kameruński piłkarz, występował na pozycji obrońcy.

## Życiorys
Karierę rozpoczynał w AJ Auxerre, w 1997 roku. Spędził w tym klubie siedem sezonów, jednak nigdy nie wywalczył stałego miejsca w pierwszym składzie. Zdobył z tym klubem Puchar Francji w 2003 roku. W sezonie 2004/2005 przeniósł się do Stade Rennais i dopiero tam miał pewne miejsce w wyjściowej jedenastce. Łącznie rozegrał 56 meczów, a w przerwie zimowej sezonu 2006/2007 został wypożyczony do Celticu. W lipcu 2007 roku definitywnie przeszedł do drużyny Celtic Glasgow za kwotę 400.000 funtów. Piłkarz ten jest reprezentantem Kamerunu. Wziął udział m.in. w Pucharze Konfederacji 2003, podczas którego "Nieposkromione Lwy" uległy w finale reprezentacji Canarinhos 0:1, dopiero po dogrywce.
Po zakończonym kontrakcie z Celtic Glasgow długo szukał klubu, w październiku 2009 podpisał kontrakt z Toulouse FC. W 2011 zakończył karierę.

## Kariera w liczbach
| Sezon   | Klub          | Kraj    | Flaga   | Rozgrywki               | Mecze | Bramki |
| ------- | ------------- | ------- | ------- | ----------------------- | ----- | ------ |
| 1997/98 | AJ Auxerre    | Francja | Francja | Ligue 1                 | 0     | 0      |
| 1998/99 | AJ Auxerre    | Francja | Francja | Ligue 1                 | 0     | 0      |
| 1999/00 | AJ Auxerre    | Francja | Francja | Ligue 1                 | 0     | 0      |
| 2000/01 | AJ Auxerre    | Francja | Francja | Ligue 1                 | 10    | 0      |
| 2001/02 | AJ Auxerre    | Francja | Francja | Ligue 1                 | 5     | 0      |
| 2002/03 | AJ Auxerre    | Francja | Francja | Ligue 1                 | 18    | 0      |
| 2003/04 | AJ Auxerre    | Francja | Francja | Ligue 1                 | 17    | 0      |
| 2004/05 | Stade Rennais | Francja | Francja | Ligue 1                 | 26    | 0      |
| 2005/06 | Stade Rennais | Francja | Francja | Ligue 1                 | 28    | 0      |
| 2006/07 | Stade Rennais | Francja | Francja | Ligue 1                 | 2     | 0      |
| 2006/07 | Celtic F.C.   | Szkocja | Szkocja | Scottish Premier League | 0     | 0      |
| 2007/08 | Celtic F.C.   | Szkocja | Szkocja | Scottish Premier League | 2     | 0      |
| 2008/09 | Celtic F.C.   | Szkocja | Szkocja | Scottish Premier League | 0     | 0      |
| 2009/10 | Toulouse FC   | Francja | Francja | Ligue 1                 | 3     | 0      |
| 2010/11 | Toulouse FC   | Francja | Francja | Ligue 1                 | 0     | 0      |